# Mason Vicentino
Mason Vicentino – miejscowość i gmina we Włoszech, w regionie Wenecja Euganejska, w prowincji Vicenza.
Według danych na rok 2004 gminę zamieszkiwało 3130 osób, 260,8 os./km².